# Jókai Mór Emlékház
A Jókai Mór Emlékház 1954-ben nyílt meg Balatonfüreden, Jókai Mór egykori, saját maga által építtetett villájában, amelyben az író 1870 és 1890 között lakott nyaranta, mielőtt felesége halálát követően eladta.

## Jókai Mór
Jókai Mór 25 éven át nyaralt Balatonfüreden. Első (1857-es) balatonfelvidéki utazásáról a következő év tavaszán számolt be a Vasárnapi Újságban, A magyar Tempevölgy című cikksorozatában. Ezt követően is sokszor járt erre, ilyenkor a Szívkórházhoz tartozó Klotild udvarban lakott. 1867-ben sógora, dr. Huray István fürdőorvos ösztönzésére vásárolt meg egy telket a Kerek-templom mögött, s arra építtette a villát, amelybe 1871-ben költöztek be véglegesen feleségével, Laborfalvi Róza (1817–1886) színésznővel. 
Az épület koraeklektikus stílusban épült, tágas előcsarnokkal rendelkezett, hatszobás, konyhás, alápincézett villa volt, amelyből szép kilátás nyílt a Balatonra. Előkertjében ritka rózsafajták nyíltak, az épület mögötti gyümölcsöst Jókai saját kezűleg gondozta. Az író ritkán hagyta el Füredet a nyári időszakban, csak ősszel költöztek vissza Pestre. Balatoni élményeiről számos cikkben, írásban számolt be (pl. Asszonyt kísér, Istent kísért című regényében), a fürdőélet mindennapjairól lapjában, az Üstökösben is tudósított. 1876-ban az Életképekben Balatonfüredi levelek címmel indított sorozatot. 
A környezet jó hatással volt egészségére, korábbi betegségéből, hörghurutjából is itt sikerült kigyógyulnia. Itt írta meg egyik legnépszerűbb regényét, Az arany embert, amelyet maga is „legkedvesebb regényének” nevezett. Miután 1886 novemberében meghalt Laborfalvi Róza, a füredi otthon üressé vált számára, ezért 1890-ben eladta a villát.

## Jókai Mór Emlékház
1954-ben, az író halálának 50. évfordulóján nyílt emlékmúzeum az épületben. 2010-től az eredeti alaprajz és funkciók alapján helyreállított formában tekinthető meg a nyaraló. A Petőfi Irodalmi Múzeum munkatársai által rendezett állandó kiállítás címe: Az arany ember.
1992 óta a Jókai-napok rendezvénysorozat egyik fő helyszíne.

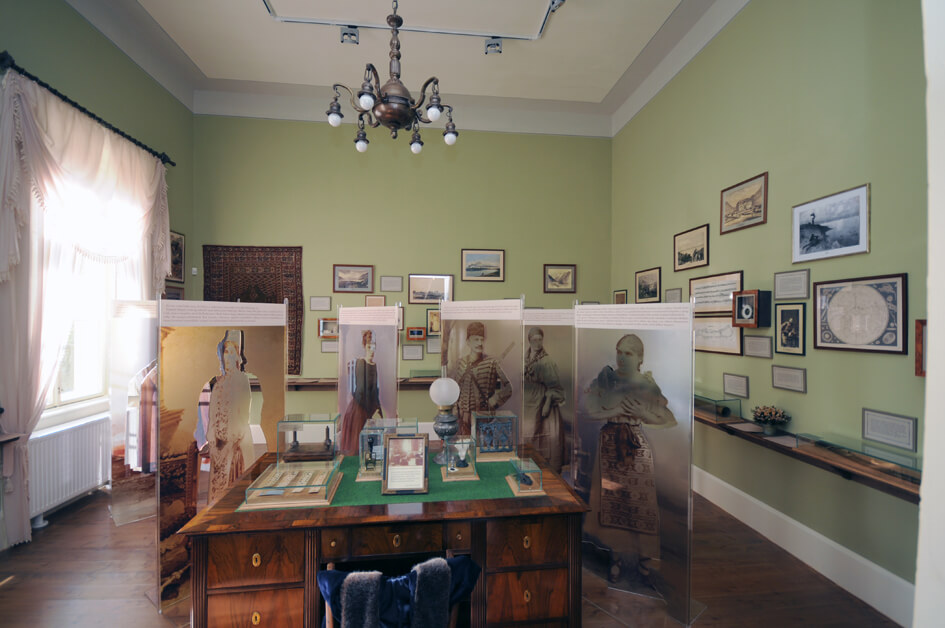
Jókai Mór szobája
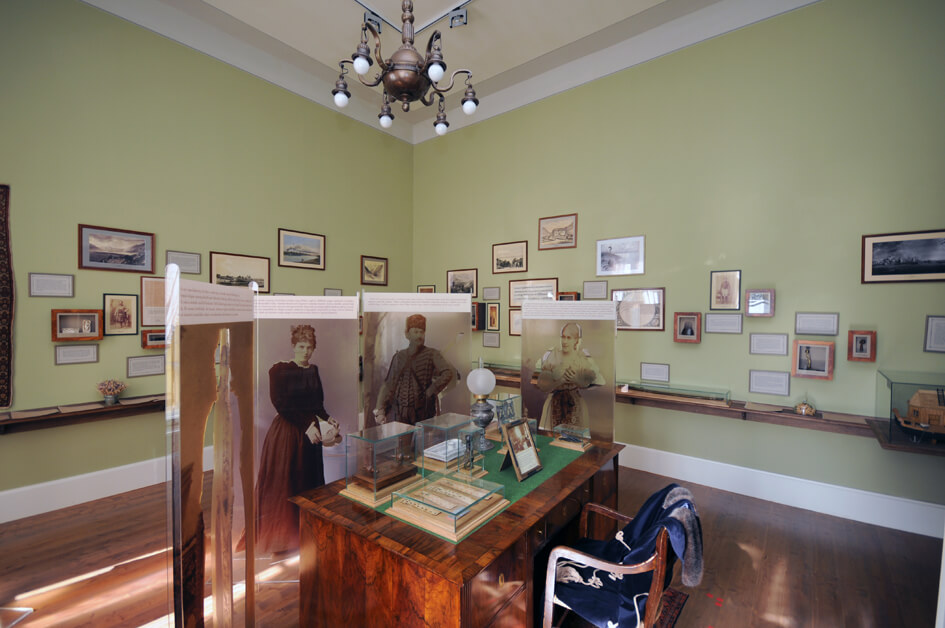
Jókai Mór szobája
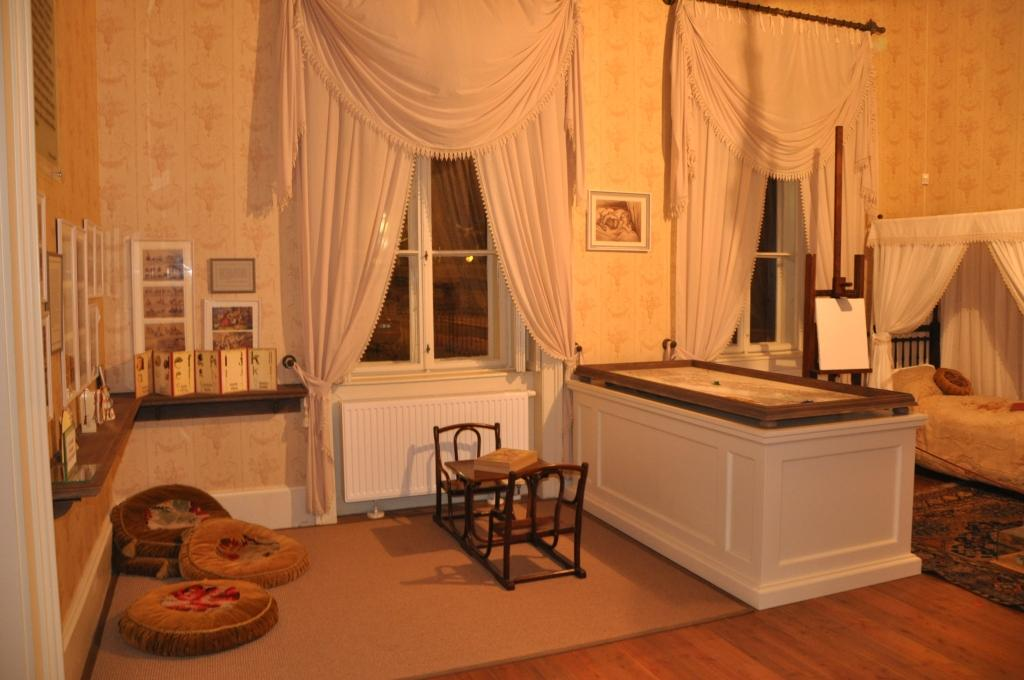
A kis Róza gyerekszobája
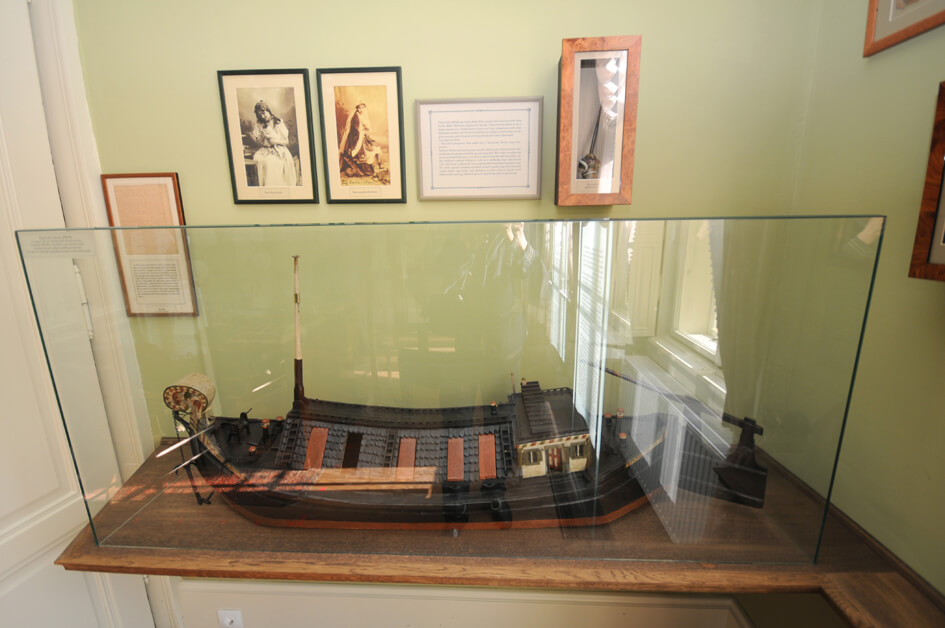
Szent Borbála makett
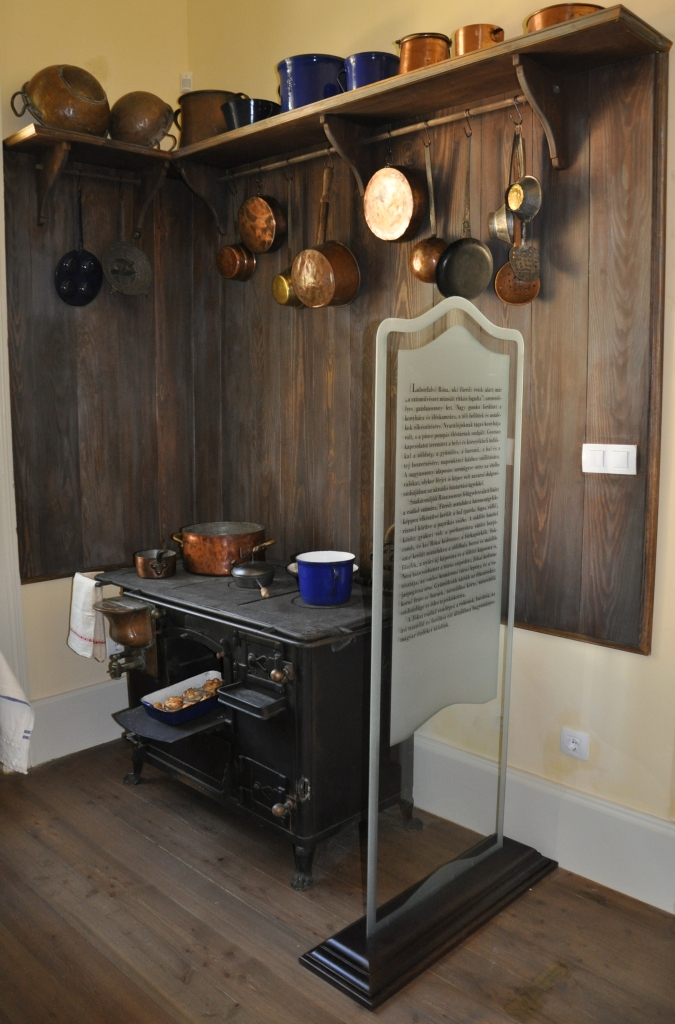
Konyha a Jókai Mór Emlékházban